# Fra reportage til dokumentar
Fra reportage til dokumentar er en dansk dokumentarfilm fra 1995 med instruktion og manuskript af Prami Larsen.

## Handling
En kavalkade af de første udenlandske reportagefilm frem til Robert Flahertys Nanook of the North (Kuldens Søn, 1922), som regnes for at være den første egentlige dokumentarfilm.